# Naqxbandiyya
La Naqxbandiyya o confraria naqxbandita és una de les quatre tariques sufís més importants (la segona en importància després de la qadiriyya). Pren el nom de Baha-ud-Din Naqxband, que és considerat com el seu mestre, bé que ell no la va fundar directament; els fundadors dels principis d'aquesta entitat van ser Abu-Yaqub Yússuf al-Hamadaní, nascut el 1140, i Abd-al-Khaliq al-Ghujdawaní, nascut el 1179. La Naqxbandiyya va escampar ràpidament la seva influència de Turquia fins a l'Índia, passant pel Caucas i l'Àsia central. És avui una de les principals confraries sufís del subcontinent indi.
Contràriament a la majoria de les altres tariques, que fan remuntar l'origen de llur sílsila (cadena iniciàtica que els connecta al profeta Mahoma) a partir d'Alí ibn Abi-Tàlib, els naqxbandites pretenen que la seva prové d'Abu-Bakr as-Siddiq. Segons un hadit de l'Imam Suyuti in al-hawi li-l-Fatawa, Mahoma hauria dit: Tot allò que Déu ha posat al meu pit ho he posat al cor d'Abu-Bakr. Segons els naqxbandites, aquest heretatge espiritual fou transmès a Abu-Bakr de cor a pit quan els dos amics estaven amagats a una gruta durant l'Hègira. En aquesta gruta, indica l'Alcorà (Sura 9, versicle 40), va baixar sobre ells la Sakina.

## Història
Al seu origen la confraria es deia Siddiqiyya; després, en temps d'Abu-Yazid al-Bistamí, fou anomenada At-Tayfuriyya. Més tard, sota Abd-al-Khaliq al-Ghudawani fins a Baha-ud-Din Naqxband, se'n va dir Khwajaganiyya.
Naqxband, el gran mestre de la Naqxbandiyya, va tenir diversos successors famosos, entre els quals Xaykh Muhammad bin Muhammad Alauddîn al-Khwarazi al-Bukhari al-Attar i Muhammad Parsa, autor de la Rissala Qudsiyya.

## Els 11 principis naqxbandites
Els naqxbandtes practiquen entre altres la «meditació silenciosa del cor», són coneguts com els « sufís silenciosos» i creuen en el dhikr (record de Déu) i en el sohbat (relació íntima entre l'estudiant i el preceptor). A més a més, els naqxbandís concedeixen, com molts altres ordres sufís, una gran importància als somnis i a la seva interpretació.
La via naqxbandita es fonamenta en onze principis o exercicis. Els vuit primers han estat formulats per Abd-al-Khaliq al-Ghujdawaní i els tres últims, afegits per Naqshband.
- Yad kard (el record o «mencionar»), oralment i mentalment: consisteix en la repetició constant del dhikr (invocacions) que ens ha estat atribuït, per tal d'atènyer la visió de la beatitud. Nakshband tenia costum d'afirmar: «L'objectiu del dhikr és que el cor tingui sempre al-Haqq [Déu] en consciència, ja que la seva pràctica desterra la desatenció».
- Baz gasht (la restricció o retenció): quan el dhakir (el qui practica el dhikr), està repetint la shahada, hi hauria d'interposar frases tals com «El meu Déu, ets el meu objectiu i la teva satisfacció és el meu objectiu», per tal d'evitar que els seus pensaments es perdin. Allò té també un sentit de tornada a Déu, de penediment.
- Nigah dasht (la vigilància): ser vigilant enfront dels pensaments que ens podrien desorientar, quan es repeteix la frase sagrada (la shahada).
- Yad dasht (el record): concentrar-se en la presència divina en un estat de dhawq (sensibilitat), de mostra, d'anticipació intuïtiva o de percepció, sense ajuda exterior.
- Hosh dar dam (consciència de la respiració): es tracta de la tècnica del control de la respiració. No s'ha d'exhalar o inhalar de manera negligent, sense pensar-hi.
- Safar dar watan (viatjar cap a la seva pàtria): és un viatge interior, un moviment que va de les qualitats condemnables cap a qualitats lloables. Alguns ho consideren com la revelació de la cara amagada de la shahada.
- Nazar bar qadam (estar atent a l'indret on es camina): el salik (pelegrí) sempre ha d'estar atent, en el moment del seu viatge i quin que sigui el país que travessa, al fet que la seva mirada no sigui distreta de l'objectiu del seu viatge.
- Khalwat dar anjuman (la solitud entre una multitud): el viatge del pelegrí, encara que es desenvolupi en aparença en el món, és un viatge interior amb Déu. És a més a més aconsellat de practicar el dhikr cada setmana al si d'una assemblea.
- Wuquf zamani (la consciència del temps): consisteix a ser conscient de la manera que passa el nostre temps: continuar d'anar pel bon camí, o perdent-se. En aquest últim cas, hom s'ha de penedir. El murid ha d'analitzar i avaluar les seves accions a cada moment.
- Wuquf adadi (la consciència dels nombres): comptar el nombre de dhikr que s'efectua, de manera que s'impedeixi els mals pensaments d'envair-nos i per tal de complir més ràpidament possible la repetició prescrita pel mestre.
- Wuquf qalbî (la consciència del cor): allò consisteix a dirigir el seu cor cap a la presència divina de manera única, a sentir i visualitzar cada pensament i inspiració, bona i dolenta, alternant entre la llum i la foscor dins el cor. El dhikr és en efecte prescrit amb l'objectiu de controlar i evitar les turbulències del cor.